# Chikkamuduwadi, Kanakapura
Chikkamuduwadi là một làng thuộc tehsil Kanakapura, huyện Ramanagara, bang Karnataka, Ấn Độ.